# Giuseppe Bertello
Giuseppe Bertello (Foglizzo, 1942. október 1. –) római katolikus pap, a Vatikánvárosi Állam Kormányzósága és a Vatikánvárosi Állam Pápai Tanácsa nyugalmazott elnöke, protodiakónus-bíboros. 

## Élete
1966. június 29-én szentelték pappá. Kánonjogból doktorált a Pápai Egyházi Akadémián. 1971-ben lépett be a Szentszék diplomáciai szolgálatába, Szudánban, Törökországban, Venezuelában és Genfben szolgált.

### Püspöki pályafutása
1987. október 17-én kinevezték Ghána, Togo és Benin apostoli pronunciusává, valamint címzetes érsekké. November 28-án szentelték püspökké. 1991. január 12-én kinevezték Ruanda apostoli nunciusává, szolgálatát a polgárháború legsúlyosabb szakaszában töltötte. 1995. márciusában kinevezték az ENSZ és a Kereskedelmi Világszervezet szentszéki állandó képviselőjévé Genfbe. 2002. december 27-én Mexikó apostoli nunciusává nevezték ki, 2002-ben üdvözölte II. János Pál pápát a mexikói pápalátogatáskor. 2007. január 11-én Olaszország és San Marino apostoli nunciusává lett kinevezve. 2011. szeptember 3-án XVI. Benedek pápa kinevezte a Vatikánvárosi Állam Kormányzósága és a Vatikánvárosi Állam Pápai Tanácsa elnökévé, a 2012. február 18-i konzisztóriumon pedig bíborossá kreálta. Részt vett a 2013-as konklávén, amely megválasztotta Ferenc pápát. Az új pápa 2013. április 13-án kinevezte a Bíborosi Tanács tagjává.
2021. május 3. óta protodiakónus bíboros, egy esetleges konklávé során ő jelentené be az új pápa személyét.
Ferenc pápa 2021. október 1-én elfogadta nyugdíjazási kérelmét.